# Anthurium andreslovinense
Anthurium andreslovinense là một loài thực vật có hoa trong họ Ráy (Araceae). Loài này được Matuda miêu tả khoa học đầu tiên năm 1966.